# Andrzej Leś
Andrzej Leś (ur. 1948) – polski chemik, profesor nauk chemicznych, profesor Uniwersytetu Warszawskiego i Instytutu Farmaceutycznego, specjalista w zakresie chemii kwantowej i chemii teoretycznej.

## Życiorys
Absolwent VI Liceum Ogólnokształcącego im. Tadeusza Reytana w Warszawie (1966) i studiów wyższych na Wydziale Chemii Uniwersytetu Warszawskiego (tytuł zawodowy magistra uzyskany w 1971).
Od 1971 do 2018 pracownik naukowy Wydziału Chemii UW. W 1976 uzyskał na macierzystym wydziale stopień naukowy doktora (promotor Włodzimierz Kołos), a w 1986 habilitację. 20 czerwca 2000 roku otrzymał tytuł profesora nauk chemicznych.
Na Uniwersytecie Warszawskim zatrudniony jako profesor w Pracowni Chemii Kwantowej Wydziału Chemii UW, po przejściu na emeryturę profesor emeritus. W latach 1995–2019 profesor Instytutu Farmaceutycznego w Warszawie, od 2012 do 2016 pełnił w nim funkcję Zastępcy Dyrektora ds. Naukowych. W latach 2019–2022 nauczyciel akademicki Warszawskiego Uniwersytetu Medycznego.

## Zainteresowania naukowe
W swoich badaniach zajmował się molekularnymi podstawami działania leków oraz teoretycznymi podstawami optymalizacji syntez substancji farmaceutycznych. Prowadził analizy statystyczne danych w badaniach równoważności biologicznej. Stosował chemię kwantową do objaśniania struktury i reakcji chemicznych złożonych biomolekuł.